# Billbergia jandebrabanderi
Billbergia jandebrabanderi är en gräsväxtart som beskrevs av Roberto Vásquez och Pierre Leonhard Ibisch. Billbergia jandebrabanderi ingår i släktet Billbergia och familjen Bromeliaceae. Inga underarter finns listade i Catalogue of Life.